# سنجاب گوش‌لکه‌ای
سنجاب گوش‌خالدار (نام علمی: Callosciurus adamsi) نام یک گونه از سرده زیباسنجاب‌ها است.